# Přebor Středočeského kraje
Přebor Středočeského kraje (dříve Středočeský krajský přebor) patří společně s ostatními krajskými přebory mezi páté nejvyšší fotbalové soutěže v Česku. Je řízen Středočeským krajským fotbalovým svazem. Hraje se každý rok od léta do jara se zimní přestávkou. Účastní se ho 16 týmů – ze Středočeského kraje, každý s každým hraje jednou na domácím hřišti a jednou na hřišti soupeře. Celkem se tedy hraje 30 kol. Vítězem se stává tým s nejvyšším počtem bodů.
Dva nejvýše postavené týmy v tabulce postupují do některé z Divizí (A, B nebo C). Minimálně poslední dva týmy (záleží na počtu sestupujících z Divizí ze Středočeského kraje) sestupují do I.A třídy (skupina A nebo B). Do Přeboru Středočeského kraje vždy postupuje vítěz I.A třídy – skupina A a vítěz I.A třídy – skupina B.

## Vítězové
| Ročník    | Vítězný tým                       |
| --------- | --------------------------------- |
| 1960/1961 |                                   |
| 1961/1962 |                                   |
| 1962/1963 |                                   |
| 1963/1964 |                                   |
| 1964/1965 | TJ Spartak Vlašim                 |
| 1965/1966 | TJ Spartak Pečky                  |
| 1966/1967 | TJ Kaučuk Kralupy nad Vltavou     |
| 1967/1968 | TJ Baník Příbram                  |
| 1968/1969 | TJ ČKD Slaný                      |
| 1969/1970 | TJ Králodvorská cementárna Beroun |
| 1970/1971 | TJ Metaz Týnec nad Sázavou        |
| 1971/1972 | TJ Lokomotiva Rakovník            |
| 1972/1973 | TJ Lokomotiva Kladno              |
| 1973/1974 | TJ SONP Kladno "B"                |
| 1974/1975 | TJ Kolín                          |
| 1975/1976 | TJ ČSAD Benešov                   |
| 1976/1977 | TJ Spolana Neratovice             |
| 1977/1978 |                                   |
| 1978/1979 | TJ BSS Brandýs nad Labem          |
| 1979/1980 | TJ Fruta Vojkovice                |
| 1980/1981 |                                   |
| 1981/1982 |                                   |
| 1982/1983 | TJ EMĚ Mělník                     |
| 1983/1984 |                                   |
| 1984/1985 |                                   |
| 1985/1986 | VTJ Slaný                         |
| 1986/1987 | TJ Kablo Kročehlavy               |
|           |                                   |
| 1993/1994 | AFK Kolín                         |
| 1994/1995 | AFK Sokol Semice                  |
| 1995/1996 | TJ Ligmet Milín                   |
| 1996/1997 | FK Říčany                         |
| 1997/1998 | FC Zenit Čáslav                   |
| 1998/1999 | SK Viktoria Sibřina               |
| 1999/2000 | Kolín-Velim                       |
| 2000/2001 | Sokol Libiš                       |
| 2001/2002 | FK Dobrovice                      |
| 2002/2003 | Sokol Ovčáry                      |
| 2003/2004 | FK Králův Dvůr                    |
| 2004/2005 | Meteor Stříbrná Skalice           |
| 2005/2006 | SK Viktorie Jirny                 |
| 2006/2007 | SK Union Čelákovice               |
| 2007/2008 | SK Benešov                        |
| 2008/2009 | Slavoj Řevnice                    |
| 2009/2010 | FK Kolín                          |
| 2010/2011 | SK Zápy                           |
| 2011/2012 | SK Sparta Kutná Hora              |
| 2012/2013 | TJ Slavia Louňovice               |
| 2013/2014 | Sokol Ovčáry                      |
| 2014/2015 | Sokol Ovčáry                      |
| 2015/2016 | Sportovní sdružení Ostrá          |
| 2016/2017 | FK Brandýs nad Labem              |
| 2017/2018 | SK Posázavan Poříčí n.Sáz.        |
| 2018/2019 | SK Lhota                          |
| 2019/2020 | FC Velim                          |
| 2020/2021 | -----                             |
| 2021/2022 | FC Velim                          |
| 2022/2023 | TJ SK Hřebeč                      |
| 2023/2024 | TJ Ligmet Milín                   |
| 2024/2025 | FK Čáslav                         |